# Margate (Florida)
Margate ist eine Stadt im Broward County im US-Bundesstaat Florida. Das U.S. Census Bureau hat bei der Volkszählung 2020 eine Einwohnerzahl von 58.712 ermittelt.

## Geographie
Margate befindet sich etwa 10 Kilometer nordwestlich von Fort Lauderdale und 40 Kilometer nördlich von Miami. Angrenzende Kommunen sind Coconut Creek, Coral Springs, Pompano Beach und North Lauderdale.
Die geographischen Koordinaten sind: 26,25° Nord, 80,21° West. Das Stadtgebiet hat eine Größe von 23,3 km².

## Religionen
In Margate gibt es derzeit 21 verschiedene Kirchen aus 10 unterschiedlichen Konfessionen, darunter ist die Baptistengemeinde mit 4 Kirchen am stärksten vertreten. Weiterhin gibt es 5 zu keiner Konfession gehörende Kirchen (Stand: 2004).

## Demographische Daten
Laut der Volkszählung 2010 verteilten sich die damaligen 53.284 Einwohner auf 24.863 Haushalte. Die Bevölkerungsdichte lag bei 2337 Einw./km². 62,0 % der Bevölkerung bezeichneten sich als Weiße, 25,8 % als Afroamerikaner, 0,4 % als Indianer und 4,0 % als Asian Americans. 4,6 % gaben die Angehörigkeit zu einer anderen Ethnie und 3,3 % zu mehreren Ethnien an. 22,2 % der Bevölkerung bestand aus Hispanics oder Latinos.
Im Jahr 2010 lebten in 28,9 % aller Haushalte Kinder unter 18 Jahren sowie 36,5 % aller Haushalte Personen mit mindestens 65 Jahren. 62,8 % der Haushalte waren Familienhaushalte (bestehend aus verheirateten Paaren mit oder ohne Nachkommen bzw. einem Elternteil mit Nachkomme). Die durchschnittliche Größe eines Haushalts lag bei 2,47 Personen und die durchschnittliche Familiengröße bei 3,10 Personen.
22,8 % der Bevölkerung waren jünger als 20 Jahre, 24,0 % waren 20 bis 39 Jahre alt, 27,6 % waren 40 bis 59 Jahre alt und 25,5 % waren mindestens 60 Jahre alt. Das mittlere Alter betrug 42 Jahre. 46,8 % der Bevölkerung waren männlich und 53,2 % weiblich.
Das durchschnittliche Jahreseinkommen lag bei 45.674 $, dabei lebten 13,5 % der Bevölkerung unter der Armutsgrenze.
Im Jahr 2000 war Englisch die Muttersprache von 75,91 % der Bevölkerung, spanisch sprachen 13,78 % und 10,31 % hatten eine andere Muttersprache.

## Schulen
- Atlantic West Elementary School
- Liberty Elementary School
- Margate Elementary School
- Margate Middle School

## Kliniken
- Northwest Medical Center

## Wirtschaft
Die größten Arbeitgeber waren 2018:
| Arbeitgeber                 | Arbeitnehmer |
| --------------------------- | ------------ |
| Global Response Corporation | 1800         |
| Northwest Medical Center    | 1120         |
| City of Margate             | 581          |
| Broward County School Board | 422          |
| JM Lexus                    | 372          |
| Walmart                     | 263          |
| Penn Dutch                  | 165          |
| Winn Dixie                  | 141          |
| AutoNation Ford Margate     | 136          |
| Publix                      | 136          |

## Verkehr
Das Stadtgebiet wird vom U.S. Highway 441 sowie von den Florida State Roads 7, 91 (Florida’s Turnpike), 814 und 834 durchquert bzw. tangiert. Die nächsten Flughäfen sind der nationale Pompano Beach Airpark sowie der Fort Lauderdale-Hollywood International Airport.

## Kriminalität
Die Kriminalitätsrate lag im Jahr 2010 mit 189 Punkten (US-Durchschnitt: 266 Punkte) im niedrigen Bereich. Es gab einen Mord, drei Vergewaltigungen, 44 Raubüberfälle, 103 Körperverletzungen, 337 Einbrüche, 725 Diebstähle, 79 Autodiebstähle und 4 Brandstiftungen.

## Söhne und Töchter der Stadt
- Eric Eichmann (* 1965), Fußballspieler
- Matt Luzunaris (* 1989), Fußballspieler